# Håkan Hardenberger
Håkan Hardenberger (ur. 27 października 1961 w Malmö) – szwedzki trębacz.
Grę na trąbce rozpoczął w wieku ośmiu lat po okiem miejscowego nauczyciela Bo Nilssona. Później studiował w Paryskim konserwatorium u Pierre'a Thibaud i w Los Angeles u Thomasa Stevensa. Szybko rozpoczął karierę jako trębacz-wirtuoz wykonujący nie tylko klasyczny repertuar, ale i twórczość współczesnych kompozytorów, np. takich jak Harrison Birtwistle, Hans Werner Henze, Rolf Martinsson, Mark-Anthony Turnage, Heinz Karl Gruber i Arvo Pärt. The Times określił Hardenbergera jak "najlepszego trębacza na ziemi".